# Lunar Prospector
Lunar Prospector – sonda kosmiczna do badań Księżyca trzeciej misji NASA w ramach amerykańskiego programu Discovery, zarządzanej przez Centrum Badawcze imienia Josepha Amesa pod szefostwem dr. Alana Bindera we współpracy z Lockheed Martin. 
Sonda została wystrzelona 7 stycznia 1998 z kosmodromu na przylądku Canaveral, a lot do Księżyca zajął jej 105 godzin. Podczas 19 miesięcy pracy na orbicie ziemskiego satelity Lunar Prospector stworzył mapy składu chemicznego powierzchni, pola magnetycznego oraz grawitacyjnego, a także zbadał kratery bieguna północnego pod kątem obecności lodu i obserwował księżycowy efekt wydzielania gazów ze skorupy (ang. outgassing). Misja zakończyła się 31 lipca 1999 roku, gdy sonda celowo rozbiła się w zacienionym obszarze krateru Shoemaker w pobliżu bieguna południowego, w punkcie o współrzędnych: 87,5°S/42°E, podczas nieudanej próby wykrycia obecności wody.
Dane uzyskane podczas tej misji pozwoliły, poza opracowaniem różnych map powierzchni Księżyca, na lepsze poznanie czasów powstania i ewolucji Księżyca, jego obecnego stanu, jak i surowców zawartych w jego skałach. Całkowity koszt misji wyniósł 62,8 mln dolarów.
Sonda wyposażona była w 6 instrumentów badawczych: spektrometr gamma, spektrometr neutronowy, magnetometr, reflektometr elektronowy, spektrometr cząstek alfa oraz tzw. Doppler Gravity Experiment. Sonda zabrała na Księżyc kilkadziesiąt gramów prochów Eugene′a Shoemakera.

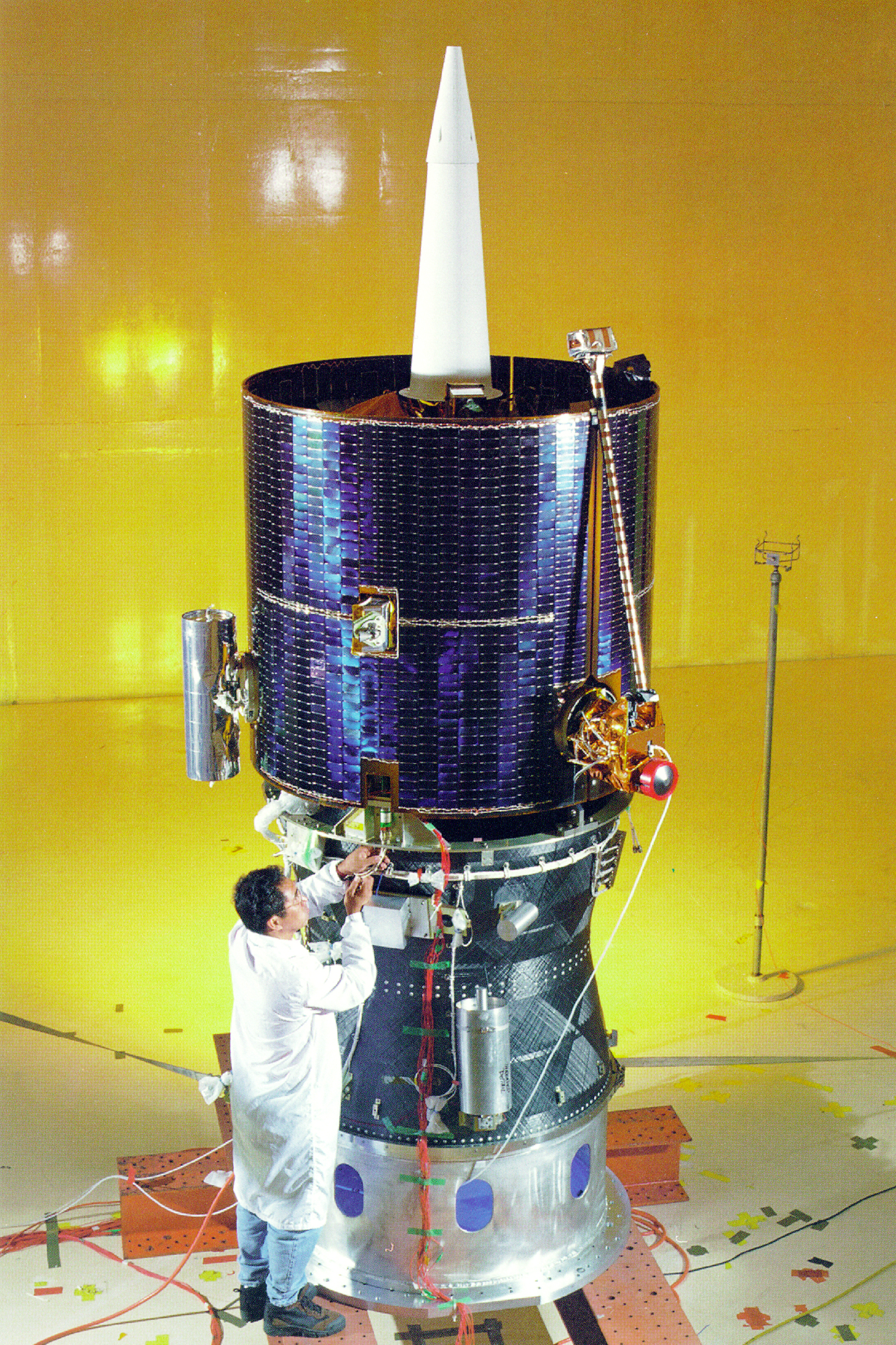
Lunar Prospector

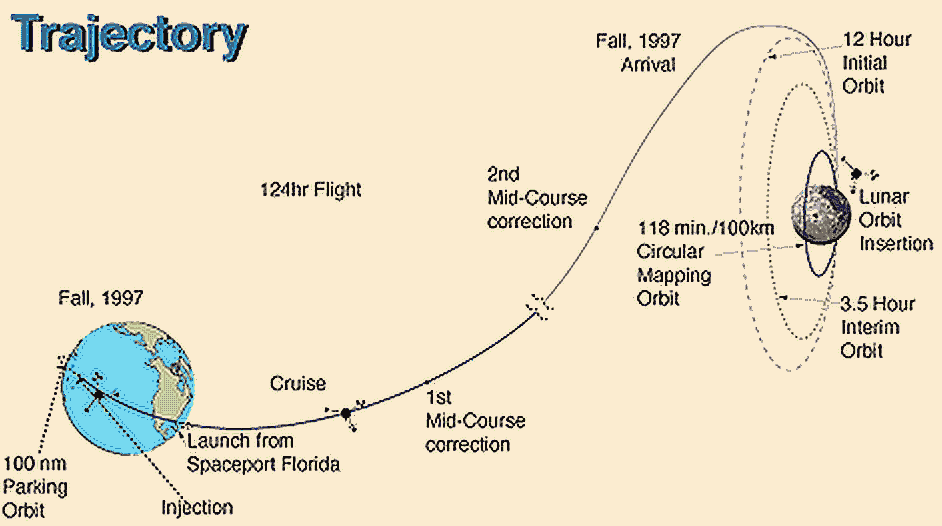
Trajektoria lotu